# Tổ chức tri thức
Tổ chức tri thức (Knowledge organization, KO), hoặc tổ chức thông tin là một môn học trí tuệ liên quan đến các hoạt động như mô tả tài liệu, lập chỉ mục và phân loại phục vụ để cung cấp các hệ thống biểu diễn và trật tự cho các đối tượng tri thức và thông tin. Nó giải quyết "các hoạt động được thực hiện và các công cụ được sử dụng bởi những người làm việc ở những nơi tích lũy tài nguyên thông tin (ví dụ: sách, bản đồ, tài liệu, bộ dữ liệu, hình ảnh) để sử dụng cho nhân loại, ngay lập tức và cho hậu thế. Nó thảo luận về các quy trình được đặt ra để làm cho tài nguyên có thể tìm thấy, cho dù ai đó đang tìm kiếm một mục đã biết hoặc đang duyệt qua hàng trăm tài nguyên chỉ mong tìm ra thứ gì đó hữu ích. Tổ chức thông tin hỗ trợ vô số các tình huống tìm kiếm thông tin. "  Các phương pháp tiếp cận dựa trên con người truyền thống được thực hiện bởi thủ thư, nhà lưu trữ và chuyên gia về chủ đề ngày càng bị thách thức bởi các kỹ thuật thuật toán tính toán (dữ liệu lớn). KO là một lĩnh vực nghiên cứu liên quan đến bản chất và chất lượng của các quy trình tổ chức tri thức (KOP) (như phân loại học và bản thể học) cũng như các hệ thống tổ chức tri thức kết quả (KOS).
Các cách tiếp cận lịch sử và lý thuyết khác nhau đối với việc tổ chức kiến thức dựa trên các quan điểm khác nhau về kiến thức, nhận thức, ngôn ngữ và tổ chức xã hội. Sự phong phú này cho vay nhiều cách bổ sung để xem xét tổ chức kiến thức. Hiệp hội Kiến thức Quốc tế về Tổ chức Tri thức (ISKO) tham gia vào các vấn đề này thông qua tạp chí nghiên cứu Knowledge organization.